# Двадцать пять сантимов (Франция)
Двадцать пять сантимов (фр. Vingt cinq centimes) — номинал французских денежных знаков, равный 25⁄100 французского франка, выпускавшийся в 1845—1940 годах в виде монет, а также в виде различных денежных суррогатов (металлических и бумажных).

## Общегосударственные монеты
Чеканка серебряных монет в 25 сантимов, пришедших на смену выпускавшимся в 1803—1845 годах монетам в четверть франка, начата в период правления Луи-Филиппа I в 1845 году. Рисунок новой монеты был аналогичен рисунку монеты Луи-Филиппа в 1⁄4 франка, чеканившейся в 1831—1845 годах, автором которой был Жозеф-Франсуа Домар. После революции 1848 года чеканка была прекращена.
Чеканка монет в 25 сантимов была возобновлена в 1903 году, в период Третьей республики. Рисунок монеты выполнил Анри-Огюст-Жюль Пате. В 1904—1905 годах монета чеканилась с изменённым рисунком реверса, затем чеканка была приостановлена.
Чеканка была возобновлена в 1914 году, рисунок нового типа монет выполнил Эдмон-Эмиль Линдайё. Чеканка монет типа «Линдайё» продолжалась до 1940 года. В 1940 году чеканка монет в 25 сантимов была прекращена, монеты этого номинала больше не чеканились.
| Изображение       | Изображение  | Диаметр, мм  | Толщина, мм  | Масса, г     | Металл           | Гурт         | Годы чеканки          | Примечания                                                                                    |
| Луи-Филипп I      | Луи-Филипп I | Луи-Филипп I | Луи-Филипп I | Луи-Филипп I | Луи-Филипп I     | Луи-Филипп I | Луи-Филипп I          | Луи-Филипп I                                                                                  |
| ----------------- | ------------ | ------------ | ------------ | ------------ | ---------------- | ------------ | --------------------- | --------------------------------------------------------------------------------------------- |
|                   |              | 15           |              | 1,25         | Серебро 900      |              | 1845—1848             | Монетные дворы — Париж (A), Руан (B), Страсбург (BB), Бордо (K), Лилль (W). Тираж — 8 424 604 |
| Третья республика |              |              |              |              |                  |              |                       |                                                                                               |
|                   |              | 24           |              | 7            | Никель           | гладкий      | 1903                  | Тираж — 16 000 000                                                                            |
|                   |              | 24           | 1,8          | 7            | Никель           | гладкий      | 1904, 1905            | Тираж — 24 000 000. Монета имеет форму многогранника с 22 углами                              |
|                   |              | 24           |              | 5            | Никель           |              | 1914—1917             | Подчёркнуты буквы «mes» на реверсе. Тираж — 1 641 006                                         |
|                   |              | 24           | 1,64         | 5            | Никель           |              | 1917—1933, 1936, 1937 | Тираж — 315 372 733                                                                           |
|                   |              | 24           |              | 4            | Медь-никель-цинк | гладкий      | 1938—1940             | Тираж — 51 581 241                                                                            |

## Монеты заморских владений
До 1945 года денежной единицей Французской Экваториальной Африки официально был французский франк. В связи с тем, что правительство колонии выступило на стороне Сражающейся Франции, связь с Банком Франции и возможность получения из метрополии денежной наличности (в том числе разменных монет) отсутствовала. В 1943 году на монетном дворе Претории были отчеканены монеты, на которых была изображена символика Сражающейся Франции — Лотарингский крест и галльский петух. Монеты в 25 сантимов в обращение не были выпущены.
| Аверс                             | Реверс                            | Диаметр, мм                       | Толщина, мм                       | Масса, г                          | Металл                            | Гурт                              | Годы чеканки                      | Примечания                        |
| Французская Экваториальная Африка | Французская Экваториальная Африка | Французская Экваториальная Африка | Французская Экваториальная Африка | Французская Экваториальная Африка | Французская Экваториальная Африка | Французская Экваториальная Африка | Французская Экваториальная Африка | Французская Экваториальная Африка |
| --------------------------------- | --------------------------------- | --------------------------------- | --------------------------------- | --------------------------------- | --------------------------------- | --------------------------------- | --------------------------------- | --------------------------------- |
|                                   |                                   |                                   |                                   |                                   | Алюминиевая бронза                |                                   | 1943                              | В обращение не выпущены           |

## Денежные суррогаты
Выпуск различных денежных суррогатов (во французском языке принято название Monnaie de nécessité) происходил в различные периоды существования французского франка. Наибольшее распространение выпуск суррогатов получил в период Первой мировой войны (1914—1918) и в послевоенный период (1919—1924). В обоих этих случаях массовый выпуск суррогатов был вызван недостатком в обращении монет мелких номиналов, так объём чеканки монет не покрывал потребности обращения, а монеты из драгоценных металлов подвергались тезаврации.
Существует множество видов различных выпусков негосударственных денежных знаков — торговых палат (Франции, региональных палат, торговых палат муниципалитетов), муниципалитетов, частных предприятий. Если суррогаты торговых палат и муниципалитетов формально были обеспечены суммой, находившейся в казначействе, то частные выпуски, как правило, производились без всякого обеспечения.
Основные формы выпуска суррогатов в 25 сантимов:
- металлические (монетоподобные) — из алюминия и др. металлов и сплавов; круглые, восьмиугольные и др. форм («Companie Fermiere» (Виши), Лига коммерсантов Сен-Назера, Общество коммерсантов Руайяна и др.);
- бумажные (Шахты Гресесака, «Roubaix et Tourgoins» и др.);
- картонные — круглые или прямоугольные (Коммуна Вильмюр и др.)
- марки-деньги — почтовые марки, наклеенные на круглый жетон или помещённые в прозрачную капсулу. На обратной стороне жетона указывалось название предприятия (Банк Crédit Lyonnais и др.)[5].